# Vasilij Grabin
Vasilij Gavrilovič Grabin (rus. Васи́лий Гаври́лович Гра́бин) (stanica Staronižesteblijevskaja, Rusija, 28. prosinca 1899./9. siječnja 1900. - Koroljov (Moskovska oblast, Rusija), 18. travnja 1980.) bio je ruski dizajner vojnih topova.
Vodio je dizajnerski ured u tvornici "92. Josip Staljin" u gradu Nižnjem Novgorodu. Grabin je bio glavni dizajner produkta ZiS-3, 76,2 mm-skog topa, koji je bio najčešći top Drugog svjetskog rata (preko 103 000 primjeraka).
Grabin je također bio prvi dizajner koji je koristio ergonomiju u izradi topova.
Nositelj je naslova Heroja socijalističkog rada 1940. godine. Lauret je četiri Staljinovih nagrada prvog stupnja: 1941., 1943., 1946., 1950. 